# Bildung. Alles, was man wissen muß
Bildung. Alles, was man wissen muß ist ein Buch von Dietrich Schwanitz aus dem Jahr 1999. Es bietet einen Streifzug durch Geschichte, Literatur, Philosophie, Kunst und Musik und stellt dar, was nach der Meinung des Autors zum Bildungskanon in Deutschland gehören sollte. Zudem enthält das Buch Anregungen, wie man im Bereich der Bildung selbst vorankommen kann.

## Inhalt

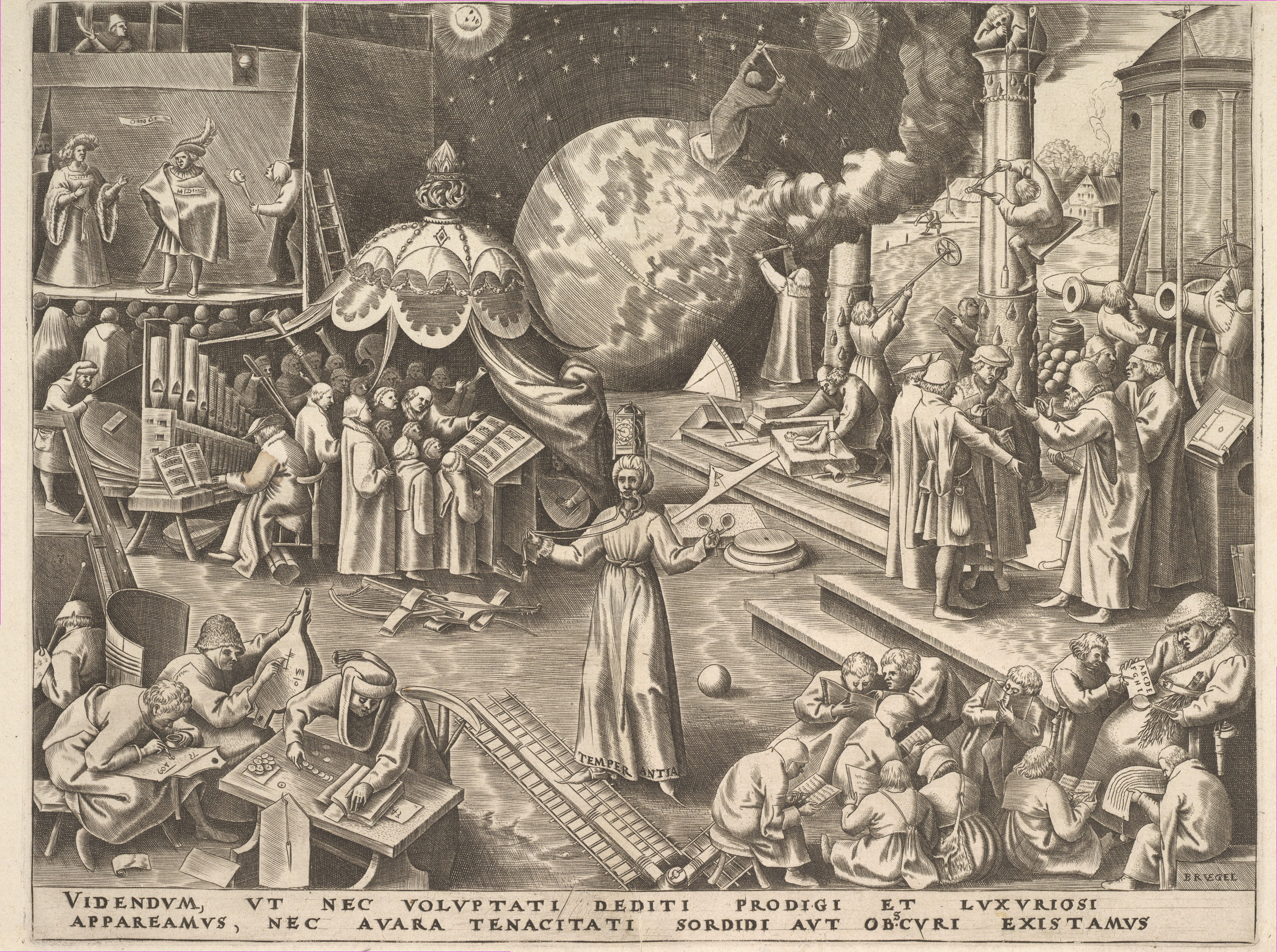
Kupferstich auf Vorsatz und Schmutztitel der Erstausgabe: Die sieben Tugenden, Temperantia (Bruegel, ca. 1560)

### 1. Abschnitt: Wissen

#### Einleitung über den Zustand der Schulen und des Bildungssystems …
In der Einleitung über den Zustand der Schulen und des Bildungssystems kritisiert der Autor den Zustand des Bildungssystems in Deutschland am Ende der 1990er Jahre. Er behauptet, dass es Schiffbruch erlitten habe und es Zeit für eine Neubesinnung sei. Zu dieser Neubesinnung gehört insbesondere, sich darüber klar zu werden, was zum Bildungskanon gehören soll. Dazu soll dieses Buch beitragen.

#### Kapitel: Die Geschichte Europas
Das Kapitel Die Geschichte Europas ist das umfangreichste Kapitel des Buches. In der Einleitung werden die beiden zentralen Texte genannt, die die Quellen der europäischen Kultur sind: die jüdische Bibel sowie das griechische Doppelepos Ilias und Odyssee. Es folgt eine Kurzfassung der Geschichte des antiken Griechenlands einschließlich seiner Göttergestalten und Abenteuer aus Ilias und Odyssee und anschließend die Geschichte des Volkes Israel und seines Gottes. Diesen Gott haben die Europäer als den einzigen anerkannt: „Die wichtigste Gestalt unserer Kultur ist der Gott der Bibel. Und wer nicht an ihn glaubt, bezieht seine Gottesvorstellung trotzdem von ihm, um ihn dann zu leugnen. Wer sagt, ich glaube nicht an Gott, meint nicht Zeus, sondern IHN.“ (Dietrich Schwanitz) Es folgt die Darstellung der europäischen Geschichte von 500 v. Chr. bis zum Jahr 2000.

#### Kapitel: Die europäische Literatur
Das Kapitel Die europäische Literatur enthält nach einer Beschreibung der literarischen Formensprache eine Zusammenfassung der großen Werke, wobei insbesondere die literaturhistorische Bedeutung der Werke erklärt wird. Den Abschluss bildet ein Drama, das in der Form der Physiker von Friedrich Dürrenmatt geschrieben wurde. In diesem Drama treten unter der Aufsicht eines Dr. Watzlawick und eines Dr. Godot die Schriftsteller George Bernard Shaw, Luigi Pirandello, Bertolt Brecht, Eugène Ionesco und Samuel Beckett als Insassen einer psychiatrischen Klinik auf und diskutieren über ihr Werk.

#### Kapitel: Die Geschichte der Kunst
Im Kapitel Die Geschichte der Kunst führt ein Museumsführer die Leserschaft durch ein Museum, in dem jeder Raum einer Kunstepoche gewidmet ist. Am Ende des Rundgangs werden die Zuschauer in einer simulierten Cafeteria selbst Objekte der Kunstausstellung, die sich über Spiegel selbst als Teil der Ausstellung beobachten können.

#### Kapitel: Die Geschichte der Musik
Im Kapitel Die Geschichte der Musik werden musikalische Grundbegriffe wie Oktave, Quinte, Terz oder Akkord erklärt. Die Musikgeschichte beginnt mit den ersten musiktheoretischen Schriften der antiken griechischen Philosophen. Es werden die Probleme erklärt, die in der Zeit des Barock zur wohltemperierten Stimmung bei Tasteninstrumenten führten. Eine Reihe bedeutender Komponisten und ihr besonderer Beitrag zur Entwicklung der Musik wird dargestellt. Teilweise werden Querbezüge zu Literatur und Film hergestellt.

#### Kapitel: Große Philosophen, Ideologien, Theorien und wissenschaftliche Weltbilder
Das Kapitel Große Philosophen, Ideologien, Theorien und wissenschaftliche Weltbilder behandelt in seinem ersten Teil verschiedene Philosophen und gibt eine sehr kurze Zusammenfassung ihrer Anschauungen. Da die griechischen Philosophen bereits im historischen Teil abgehandelt wurden und im Mittelalter die Philosophie im Dienste der Religion stand, wird in diesem Kapitel als erster Philosoph René Descartes beschrieben. Der letzte Philosoph in dieser Reihe ist Martin Heidegger.
Im zweiten Teil des Kapitels stellt der Autor die Ideologien und Theorien als einen Markt von Produkten dar, die miteinander konkurrieren. Dabei spart er nicht mit Kritik und ironischen Seitenhieben. So wirft er Theodor W. Adorno und Jacques Derrida einen unverständlichen Jargon vor und schreibt über die Symbolpolitik des Feminismus: „Vor allem werden häßliche, diskriminierende Ausdrücke durch eine Art semantisches Lourdes geheilt und in schöne Ausdrücke verwandelt; man sagt nicht mehr »klein«, sondern »vertikal herausgefordert«, nicht mehr »doof«, sondern »andersbegabt«.“ (Dietrich Schwanitz)
Der letzte Teil des Kapitels befasst sich mit der Wissenschaft und ihren Weltbildern. Beruhend auf den Forschungen des Wissenschaftshistorikers Thomas Kuhn wird der Erkenntnisfortschritt der Wissenschaften nicht als linearer Prozess dargestellt, sondern als Streit einer Regierung (die vorherrschende Lehrmeinung) und einer Opposition (die Minderheitsmeinung) um die Deutungshoheit. Die Theorien, die nach Meinung des Autors umwälzenden Einfluss auf das kulturelle Basiswissen hatten, sind die Evolutionstheorie Darwins, die Relativitätstheorie Einsteins und Freuds Interpretation der Psyche.

#### Kapitel: Zur Geschichte der Geschlechterdebatte
Im Kapitel Zur Geschichte der Geschlechterdebatte wird dargestellt, dass die Gleichberechtigung von Mann und Frau bereits durch die Sprache gefährdet ist, indem z. B. in manchen Sprachen für Mensch und Mann das gleiche Wort verwendet wird. Das Bild vom Mann und von der Frau hat sich im Laufe der Geschichte gewandelt, wurde aber in der Regel durch biologische Unterschiede begründet. Heute wird ein Teil der Unterschiede auf angelerntes Rollenverhalten zurückgeführt. Die Rollen der Geschlechter wurden auch in die Natur projiziert: Der Himmel war männlich, die Erde weiblich. Ursprünglich wurde die Gleichberechtigung der Frauen in der französischen Revolution angestrebt, schließlich aber nicht verwirklicht, als die Forderungen der Frauen den Männern zu weit gingen. Die moderne Frauenbewegung entstand in England, wo Florence Nightingale durch ihren Dienst an verwundeten Soldaten die Vorstellung von der Begabung der Frauen im öffentlichen Bewusstsein veränderte. In den 1880er Jahren verband sich die Frauenbewegung mit dem Sozialismus. Die Frauenrechtlerin Annie Besant verband ihren Kampf mit einem direkten Angriff auf das Christentum. Die Frauenbewegung in Deutschland folgte dem englischen Vorbild. Nachdem im Ersten Weltkrieg viele Frauen im Arbeitsleben die Plätze der im Krieg kämpfenden Männer einnehmen mussten, erhielten die Frauen nach dem Krieg in fast allen westlichen Ländern das aktive und passive Wahlrecht.
Der moderne Feminismus hat seine Wurzeln in der Bürgerrechtsbewegung der USA. Dieser Bewegung geht es nicht nur um politische und soziale Gleichberechtigung, sondern um Veränderung der patriarchalisch geprägten Kultur. Schwanitz meint zwar, dass diese Bewegung dazu neigt, die „freie Entfaltung einer liberalen Öffentlichkeit durch moralische Einschüchterungen zu behindern“, hält es aber dennoch für „unbestreitbar, daß der verstärkte Einfluß der Frauen auf die Kultur das zivilisatorische Niveau einer Gesellschaft jedesmal erheblich erhöht hat“.

### 2. Abschnitt: Können

#### Einleitung über die Regeln, nach denen man unter Gebildeten kommuniziert …
In der Einleitung über die Regeln, nach denen man unter Gebildeten kommuniziert; ein Kapitel, das man auf keinen Fall überspringen sollte nennt der Autor zuerst eine Reihe von Definitionen für den Begriff „Bildung“. Näher geht er dann auf Bildung als soziales Spiel ein und bezeichnet sie als das, was alle voraussetzen und wonach deshalb niemand fragen darf. Den Gebildeten vergleicht er mit einem Schachspieler, der auch dann noch gut spielen kann, wenn er nur noch wenige Figuren auf dem Brett hat, d. h. von seinem Wissen schon viel vergessen hat.

#### Kapitel: Das Haus der Sprache
Im Kapitel Das Haus der Sprache wird die Bedeutung der Sprache für das Menschsein allgemein sowie für die Aneignung von Bildung erläutert. Man erhält Tipps, wie man sich im Umgang mit der Sprache verbessert und sie bei der Kommunikation korrekt verwendet. Der Begriff „Metapher“ wird beschrieben als eine Ehe zwischen zwei Wörtern, so dass sich neue Verwandtschaftsbeziehungen ergeben. So führt z. B. die Ehe zwischen „lesen“ und „essen“ dazu, dass man Bücher „verschlingt“, den Inhalt „verdaut“ oder „geschmacklos“ findet. Das Kapitel endet mit Beispielen von sprachlichen Paradoxien und Selbstbezüglichkeit, wobei die selbstbezüglichen Sätze einer Sammlung von Douglas R. Hofstadter entnommen wurden.

#### Kapitel: Die Welt des Buches und der Schrift
Im Kapitel Die Welt des Buches und der Schrift hebt der Autor die Bedeutung der Schrift und des Lesens für das menschliche Denken hervor. Die Schrift löst die Sprache aus der unmittelbaren Situation und trägt damit zur Versachlichung bei. Der Autor gibt Tipps, wie man in einer Buchhandlung das passende Buch findet und wie man Buch- und Theaterkritiken in Zeitungen vernünftig verwertet.

#### Kapitel: Länderkunde für die Frau und den Mann von Welt
Im Kapitel Länderkunde für die Frau und den Mann von Welt wird beschrieben, welches Bild die Völker anderer Länder von den Deutschen und von sich selbst haben. Diese Bilder werden als Folge der jeweiligen historischen Entwicklung dieser Länder erklärt. Daraus wird abgeleitet, wie sich ein Deutscher dem anderen gegenüber jeweils verhalten soll. Behandelt werden die USA, Großbritannien, Frankreich, Spanien, Italien, Österreich, die Schweiz und Holland.

#### Kapitel: Intelligenz, Begabung und Kreativität
Im Kapitel Intelligenz, Begabung und Kreativität wird zuerst die Funktion der Gehirns in Anlehnung an das Buch Mentopolis von Marvin Minsky erklärt. Weiterhin werden die Begriffe „Intelligenz“, „Intelligenzquotient“, „Kreativität“ sowie „konvergentes und divergentes Denken“ behandelt. Außerdem enthält es die ersten zehn Namen aus der von Catharine Cox Miles erstellten Liste der 300 intelligentesten historischen Persönlichkeiten. Als erster in dieser Liste wird hier John Stuart Mill aufgeführt. Seine Fähigkeiten werden näher beschrieben.

#### Kapitel: Was man nicht wissen sollte
Das Kapitel Was man nicht wissen sollte beschreibt die Wissensgebiete, die unter Gebildeten als verpönt angesehen werden. Dazu gehören u. a. die Informationen über die High Society aus der Regenbogenpresse, das Fernsehprogramm oder Sport. Das Kapitel schließt ab mit einer Veranschaulichung der These von den „Zwei Kulturen“ von C. P. Snow, der geisteswissenschaftlich-literarischen Kultur und der naturwissenschaftlich-technischen Kultur. Schwanitz zeigt dem Leser, wie das Mädchen Sabine und der Junge Torsten, die sich bei dem gemeinsamen Abitur noch lieben, dadurch auseinanderentwickeln, dass das Mädchen ein Fach im geisteswissenschaftlich-literarischen und der Junge ein Fach im naturwissenschaftlich-technischen Bereich studiert.

#### Kapitel: Das reflexive Wissen
Im Kapitel Das reflexive Wissen geht es um die Selbstreflexion, also das Nachdenken über sich selbst, da es zur Bildung gehört, sich selbst zu verstehen. Dies beinhaltet eine Kenntnis der Kategorien, mit denen sich der Mensch selbst beschreibt, wie z. B. Identität, Rolle, Emotion, Psyche, Bewusstsein. Da sich Individualität als Lebensroman entfaltet, gehört dazu auch die Kenntnis der zugehörigen Geschichten mit ihren Verlaufsformen wie z. B. Verwandlung, Initiation, Krise, Traumatisierung. Weiterhin sind Kenntnisse der Gesetze der Kommunikation und der eigenen Realität als soziales Konstrukt erforderlich. Der Autor äußert die Hoffnung, dass sich die oben genannte Kluft zwischen Natur- und Geisteswissenschaften zu schließen beginnt, weil der bisher den Geisteswissenschaften vorbehaltene Bereich der Selbstreflexion auch in den Naturwissenschaften Einzug hält, indem man erkennt, dass sich auch Organismen, Betriebe, Nervensysteme oder Ameisenhaufen selbst beobachten, selbst organisieren und selbst beschreiben.

### Anhang
Der Anhang enthält
- Zeittafel wichtiger Ereignisse von 500 v. Chr. bis 1999
- Liste von Büchern, die die Welt verändert haben
- Liste von Büchern zum Weiterlesen
- Chronologie der Kulturgeschichte von 1250 v. Chr. bis 1990

## Kritik
Schwanitz’ Zusammenstellung hat in Kritikerkreisen kontroverse Diskussionen hervorgerufen. So wird darauf hingewiesen, dass solche „listenhaften Zusammenstellungen“ wahre Bildung verfehlten und nur ein als Bildung getarntes Wissen behandelt werde. Von einigen Lesern wird das Niveau des Schwanitz’schen Bildungskanons als deutlich zu hoch angesehen und eine einfachere Darstellung des Wissens mit breiterer Fächerung der Wissensgebiete favorisiert.
Das bewusste Ausklammern der Naturwissenschaften aus dem Kanon des Wissenswerten wurde gelegentlich kritisiert. Ernst Peter Fischer schrieb daraufhin das Buch Die andere Bildung – Was man von den Naturwissenschaften wissen sollte, in dem er die seiner Meinung nach wichtigsten Entwicklungen und Erkenntnisse der Naturwissenschaften darstellt.
Dem Autor werden zudem sachliche Fehler vorgeworfen. So attestiert Manfred Schneider dem Buch in seiner Rezension: „Stilblüte reiht sich an Stilblüte, Irrtum an Irrtum.“ Ernst Peter Fischer kritisierte zudem die sachlich völlig falsche Darstellung von Einsteins Relativitätstheorie.
Konrad Paul Liessmann verweist in seinem Buch Theorie der Unbildung. Die Irrtümer der Wissensgesellschaft auf Schwanitz' eurozentrische Perspektive von Bildung und der fehlenden Darstellung des Standpunkts der Opfer der europäischen Politik gegenüber der europäischen Kultur. Weiterhin wirft Liessmann Schwanitz vor, die neuhumanistische Konzeption von Bildung falsch verstanden zu haben, da es dieser nie darum gegangen sei, festzuhalten, was man wissen müsse. Liessmann resümiert, dass bei Schwanitz Bildung zu einem „Gesellschaftsspiel“ regredieren würde, dessen versammeltes Wissen – wie Schwanitz es auch selbst wisse – gerade zum praktischen Nutzen auf Party-Gesprächen ausreichen solle.

## Fortsetzung
Als offizielle Fortsetzung gab der Eichborn-Verlag 2003 Leben, Natur, Wissenschaft. Alles, was man wissen muss von Detlev Ganten, Thomas Deichmann und Thilo Spahl heraus.

## Ausgaben
- Dietrich Schwanitz: Bildung. Alles, was man wissen muß. Eichborn, Frankfurt am Main 1999, ISBN 3-8218-0818-7 (Hardcover).
- Dietrich Schwanitz: Bildung. Alles, was man wissen muß. Wilhelm Goldmann Verlag, München 2002, ISBN 3-442-15147-3 (Taschenbuchausgabe).

Als Hörbücher erschienen:
- Die Höredition. Bildung. Alles, was man wissen muss. 12 CDs, ca. 850 Minuten gesprochen von Matthias Ponnier. ISBN 3-8218-5377-8
  - Bildung. Alles, was man wissen muss. Die Geschichte Europas
  - Bildung. Alles, was man wissen muss. Kunst und Musik. 2002. 2 CDs. CD 1: Die Geschichte der Kunst. CD2: Die Geschichte der Musik. ISBN 3-8218-5193-7
  - Bildung. Alles, was man wissen muss. Die Welt des Buches. 2002. 2 CDs. ISBN 3-8218-5191-0
  - Bildung. Alles, was man wissen muss. Sprache, Denken & Wissen.
  - Bildung. Alles, was man wissen muss. Literatur. 2002. 2 CDs. ISBN 3-8218-5191-0
  - Bildung. Alles, was man wissen muss. Philosophie. 2002. 2 CDs. ISBN 3-8218-5192-9

- Bildung. Alles, was man wissen muss. Weltbild Hörbuch. 9 CDs, über 9 Stunden (540 Minuten). ISBN 3-8289-4164-8
  - Die Geschichte Europas
  - Literatur
  - Kunst und Musik
  - Philosophie

- Bildung. Alles, was man hören muss. Musik. 2002. 10 CDs. ISBN 3-8218-5191-0